# Värmlands Dagblad
Värmlands Dagblad var en moderat frisinnad  tidning som grundades den 22 november 1902 och utkom i Karlstad fram till den 25 april 1910. Tidningens fullständiga titel var 1902 till 1905 Värmlands dagblad / Värmlands enda dagliga tidning. Denna titel slutade att användas då tidningen blev fyradagars 1906. Då tillkom Tidning för Värmland som undertitel

## Redaktion
Redaktionsort  för tidningen var hela tiden i Karlstad. Tidningen var politiskt frisinnad med kristen värdegrund.
Tidningen kom ut sex dagar i veckan till 13 november 1905, varefter följde ett utgivningsuppehåll från 14 november 1905 till 28 december 1905, varefter tidningen kom ut fyra dagar i veckan måndag, onsdag, fredag och lördag. Från 1908 till 1910 var den tredagarstidning måndag, onsdag, och fredag. Tidningen hade en stadsupplaga och en landsortsupplaga från november 1904 till 1905. Närstående tidning  var tidningen Klaran som trycktes på dagbladets tryckeri 1902 till 1909. Tidningens periodiska bilaga För hemmet kom ut en gång i veckan lördagar 13 januari 1906 till 28 juni 1907 (osäkra datum) och är registrerad som tidskrift på Kungliga Biblioteket.
Ernst Ekman redaktör för tidningen skrev 1907 När tidningsägare regera journalistföreningen : den s. k. konflikten vid Värmlands Dagblad.
| Period                 | Ansvarig utgivare      | Titel             | Period                 | Redaktör             |
| 1902-11-12--1906-02-06 | Nordin, Karl Richard   | filosofie doktorn | 1902-11-22--1905-11-13 | Nordin, Richard      |
| 1906-02-07--1907-10-09 | Ekman, Ernst Leonard   | journalisten      | 1905-12-29--1907-10-04 | Ekman, Ernst         |
| 1907-10-10--1908-11-22 | Daahlmé, Johan Erik    | redaktören        | 1907-03-15--1908-06-26 | Nordin, Richard      |
| 1908-11-23--1909-09-21 | Vinblad, Herman Julius | direktören        | 1907-03-15--1907-09-11 | Larsson, K. G.       |
| 1909-09-22--1910-04-25 | Möller, Johan Magnus   | redaktören        | 1908-06-29--1908-09-02 | Daahlmé, J. E.       |
| 1909-09-22--1910-04-25 | Möller, Johan Magnus   | redaktören        | 1908-09-04--1909-08-10 | Svensson, K. G. E.   |
| 1909-09-22--1910-04-25 | Möller, Johan Magnus   | redaktören        | 1909-08-11--1909-09-01 | Möller, Johan Magnus |

## Tryckning
Förlaget för tidningen hette Wärmlands dagblads aktiebolag med säte i Karlstad. Tidningen hade bara svart som tryckfärg. Tidningen använde antikva som typsnitt. Tidningen hade hela tiden fyra sidor med satsytor som var stora hela utgivningen med 53x37 cm  i början och 58x37 sedan men med flera andra format. Upplagan var 1904 1100 exemplar och ökade 1908 till 2500 för att nedläggningsåret vara 7500 exemplar vilket visar att tidningen hade framgångar med sin spridning men att ekonomin inte klarades ändå. Priset för tidningen var 1902 4,50 kronor, 1907 2,50 kronor. 1908-1909 sjönk det till 1,60 kronor med tredagarsutgivning och sista året 1910 höjdes det till 3 kronor.
| Period                 | Tryckeri                                   | Ort      |
| 1902-11-22--1903-04-07 | J Johanssons tryckeri                      | Karlstad |
| 1903-04-08--1905-11-13 | Värmlands dagblads aktiebolags boktryckeri | Karlstad |
| 1905-12-29--1910-04-25 | Aktiebolaget Värmlands dagblads tryckeri   | Karlstad |